# 差分
差分，又名差分函數或差分運算，一般是指有限差分（英語：Finite difference），是数学中的一个概念，将原函数 {\displaystyle f(x)} 映射到 {\displaystyle f(x+a)-f(x+b)}。差分運算，相應於微分運算，是微积分中重要的一个概念。

## 定义
差分分为前向差分和逆向差分。

### 前向差分
函数的前向差分通常简称为函数的差分。对于函数{\displaystyle \ f(x)}，如果在等距节点：
{\displaystyle x_{k}=x_{0}+kh,(k=0,1,...,n)}
{\displaystyle \ \Delta f(x_{k})=f(x_{k+1})-f(x_{k})}
则称{\displaystyle \ \Delta f(x)}，函数在每个小区间上的增量{\displaystyle y_{k+1}-y_{k}}为{\displaystyle \ f(x)}一阶差分。
在微积分学中的有限差分（finite differences），前向差分通常是微分在离散的函数中的等效运算。差分方程的解法也与微分方程的解法相似。当{\displaystyle \ f(x)}是多项式时，前向差分为Delta算子（称{\displaystyle \Delta }为差分算子），一种线性算子。前向差分会将多项式阶数降低 1。

### 逆向差分
对于函数{\displaystyle \ f(x_{k})}，如果：
{\displaystyle \ \nabla f(x_{k})=f(x_{k})-f(x_{k-1}).\,}
则称{\displaystyle \ \nabla f(x_{k})}为{\displaystyle \ f(x)}的一阶逆向差分。

## 差分的阶
一阶差分的差分为二阶差分，二阶差分的差分为三阶差分，其余类推。记：
{\displaystyle \ \Delta ^{n}[f](x)}为{\displaystyle \ f(x)}的{\displaystyle \ n}阶差分。
如果
| {\displaystyle \ \Delta ^{n}[f](x)} | {\displaystyle \ =\Delta \{\Delta ^{n-1}[f](x)\}}            |
|                                     | {\displaystyle \ =\Delta ^{n-1}[f](x+1)-\Delta ^{n-1}[f](x)} |
根据数学归纳法，有
{\displaystyle \ \Delta ^{n}[f](x)=\sum _{i=0}^{n}{n \choose i}(-1)^{n-i}f(x+i)}
其中，{\displaystyle \ {n \choose i}}为二项式系数。
特别的，有
{\displaystyle \ \Delta ^{2}[f](x)=f(x+2)-2f(x+1)+f(x)}
前向差分有时候也称作数列的二项式变换

## 差分的性质
对比解析函数中的微分的属性，差分的性质有：
- 如果C为常数，则有

{\displaystyle \Delta C=0}
- 线性：如果 {\displaystyle \ a} 和 {\displaystyle \ b} 为常数，则有

{\displaystyle \Delta (af+bg)=a\Delta f+b\Delta g}
- 乘法定则(此处步长{\displaystyle h\equiv 1})：

{\displaystyle \Delta (fg)=f\Delta g+g\Delta f+\Delta f\Delta g}
{\displaystyle \nabla (fg)=f\nabla g+g\nabla f-\nabla f\nabla g}
- 除法定则：

{\displaystyle \nabla \left({\frac {f}{g}}\right)={\frac {1}{g}}\det {\begin{bmatrix}\nabla f&\nabla g\\f&g\end{bmatrix}}\det {\begin{bmatrix}g&\nabla g\\1&1\end{bmatrix}}^{-1}}
{\displaystyle \Delta \left({\dfrac {f}{g}}\right)={\dfrac {1}{g}}\det {\begin{bmatrix}\Delta f&\Delta g\\f&g\end{bmatrix}}\det {\begin{bmatrix}g&\Delta g\\-1&1\end{bmatrix}}^{-1}}
或
{\displaystyle \nabla \left({\frac {f}{g}}\right)={\frac {g\nabla f-f\nabla g}{g\cdot (g-\nabla g)}}}
{\displaystyle \Delta \left({\frac {f}{g}}\right)={\frac {g\Delta f-f\Delta g}{g\cdot (g+\Delta g)}}}
- 级数：

{\displaystyle \sum _{n=a}^{b}\Delta f(n)=f(b+1)-f(a)}
{\displaystyle \sum _{n=a}^{b}\nabla f(n)=f(b)-f(a-1)}

## 牛頓級數

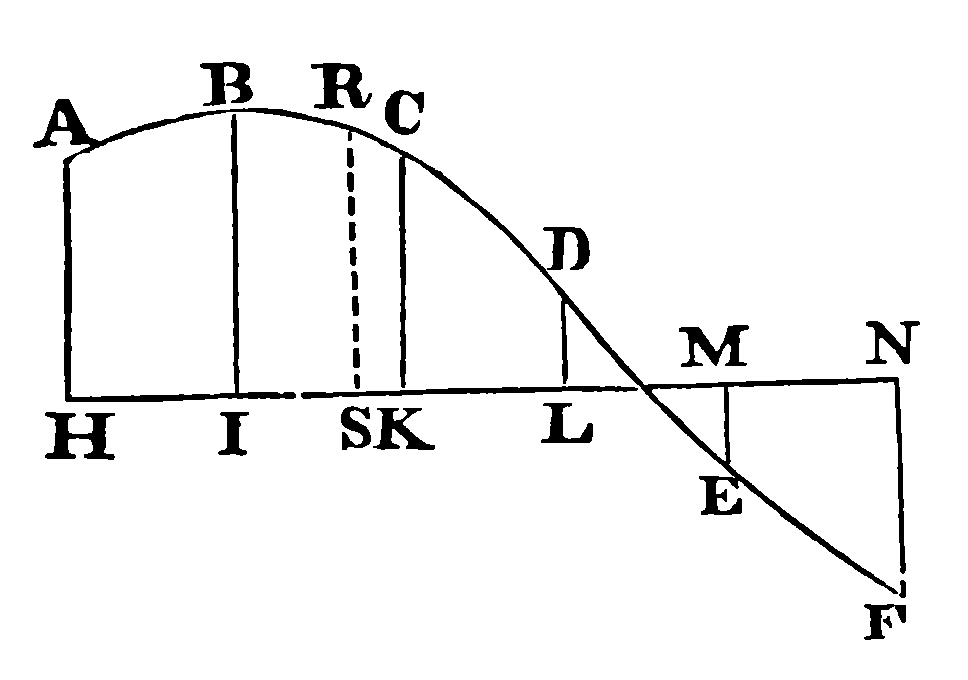
《自然哲學的數學原理》的第三編“宇宙體系”的引理五的图例。這裡在橫坐標上有6個點H,I,K,L,M,N，對應著6個值A,B,C,D,E,F，生成一個多項式函數對這6個點上有對應的6個值，計算任意點S對應的值R。牛頓給出了間距為單位值和任意值的兩種情況。

牛頓插值公式也叫做牛頓級數，由“牛頓前向差分方程”的項組成，得名於伊薩克·牛頓爵士，最早发表为他在1687年出版的《自然哲學的數學原理》中第三編“宇宙體系”的引理五，此前詹姆斯·格雷果里於1670年和牛頓於1676年已經分別獨立得出這個成果。一般稱其為連續泰勒展開的離散對應。

### 單位步長情況
當{\displaystyle x}值間隔為單位步長{\displaystyle 1}時，有：
{\displaystyle {\begin{aligned}f(x)&=f(a)+{\frac {x-a}{1}}\left[\Delta ^{1}[f](a)+{\frac {x-a-1}{2}}\left(\Delta ^{2}[f](a)+\cdots \right)\right]\\&=f(a)+\sum _{k=1}^{n}\Delta ^{k}[f](a)\prod _{i=1}^{k}{\frac {[(x-a)-i+1]}{i}}\\&=\sum _{k=0}^{n}{x-a \choose k}~\Delta ^{k}[f](a)\\\end{aligned}}}
這成立於任何多項式函數和大多數但非全部解析函數。這裡的表達式
{\displaystyle {x \choose k}={\frac {(x)_{k}}{k!}}\quad \quad (x)_{k}=x(x-1)(x-2)\cdots (x-k+1)}
是二項式係數，其中的{\displaystyle (x)_{k}}是“下降階乘冪”(另一種常見的標記法為{\displaystyle x^{\underline {k}}})，空積{\displaystyle (x)_{0}}被定義為{\displaystyle 1}。這裡的{\displaystyle \Delta _{k}\left[f\right](x)}是“前向差分”的特定情況，即間距{\displaystyle h=1}。

### 實例
為了展示牛頓的這個公式是如何使用的，舉例數列 1, 4, 9,16...的前幾項，可以找到一個多項式重新生成這些值，首先計算一個差分表，接著將對應於x0（標示了下劃線）的這些差分代換入公式，
{\displaystyle {\begin{matrix}{\begin{array}{|c||c|c|c|c|}\hline x&\Delta ^{0}&\Delta ^{1}&\Delta ^{2}&\Delta ^{3}\\\hline 1&{\underline {1}}&&&\\&&{\underline {3}}&&\\2&4&&{\underline {2}}&\\&&5&&{\underline {0}}\\3&9&&2&\\&&7&&\\4&16&&&\\\hline \end{array}}&\quad {\begin{aligned}f(x)&=\Delta ^{0}+\Delta ^{1}{\dfrac {(x-x_{0})}{1!}}+\Delta ^{2}{\dfrac {(x-x_{0})(x-x_{0}-1)}{2!}}\quad (x_{0}=1)\\&=1+3\cdot {\dfrac {x-1}{1}}+2\cdot {\dfrac {(x-1)(x-2)}{2}}\\&=1+3(x-1)+(x-1)(x-2)\\&=x^{2}\end{aligned}}\end{matrix}}}

### 一般情況
對於x值間隔為非一致步長的情況，牛頓計算均差，在間隔一致但非單位量時，即上述前向差分的一般情況，插值公式為：
{\displaystyle {\begin{aligned}f(x)&=f(a)+{\frac {x-a}{h}}\left[\Delta _{h}^{1}[f](a)+{\frac {x-a-h}{2h}}\left(\Delta _{h}^{2}[f](a)+\cdots \right)\right]\\&=f(a)+\sum _{k=1}^{n}{\frac {\Delta _{h}^{k}[f](a)}{k!h^{k}}}\prod _{i=0}^{k-1}[(x-a)-ih]\\&=f(a)+\sum _{k=1}^{n}{\frac {\Delta _{h}^{k}[f](a)}{k!}}\prod _{i=0}^{k-1}\left({\frac {x-a}{h}}-i\right)\end{aligned}}}
在最終公式中hk被消去掉了，對於非一致步長的情況則不會出現階乘。